# Distretto di Karmana
Il distretto di Karmana è uno degli 8 distretti della Regione di Navoiy, in Uzbekistan. Il capoluogo è Karmana.